# Colonia San Lorenzo
Colonia San Lorenzo es una comunidad que pertenece al distrito de Carlos Antonio López, un municipio del este del departamento de Itapúa, Paraguay. Está ubicado aproximadamente a 60 km de la Ruta 6. El distrito lleva este nombre por el primer presidente constitucional de Paraguay, Carlos Antonio López.

## Historia
Actualmente, esperamos más información de las Instituciones Educativas Local.

## Población
Actualmente, no se cuenta una estadística de cuentas personas se hallan dentro del casco urbano, pero se estima unas 500 familias en sus alrededores. Se espera más información de la USF San Lorenzo.

## Ubicación
Dentro del distrito de Carlos Antonio López se encuentra en la zona este del departamento de Itapúa. Sus límites son los siguientes:
- Norte: Departamento de Alto Paraná.
- Sur: República Argentina, separados por el Río Paraná.
- Este: Mayor Otaño.
- Oeste: San Rafael del Paraná.

## Transporte
Años atrás los habitantes de la Comunidad cruzaban en canoa el Río Paraná hacia la República Argentina para poder salir del distrito y viajar a otros lugares de nuestro país. En la actualidad se tiene la ruta Proyecto 14-18 PA que está en proceso de Asfaltado, que une Mayor Otaño con Encarnación, y está a su vez se conecta con la ruta VI Dr. Juan León Mallorquín, En el cruce denominado "Santa Clara" (Pirapó), contando con varias empresas de transporte de pasajeros que realizan viajes a Ciudad del Este y Colectivos Locales que unen los Barrios entre sí. Además, se cuenta con un servicio regular de lanchas entre las localidades de 7 de agosto, Carlos Antonio López y Ape Aime. Así uniendo Paraguay y Argentina, destacándose un buen intercambio comercial ente Monte Carlos, Misiones.

## Turismo
Existen en el lugar algunas maravillosas cascadas de arroyos, todas ellas pertenecientes a los cursos de limpias aguas como el Guarapay, arroyo frío, entre otros, contando con abundantes y variados peces, bordeados de una hermosa y exuberante vegetación.
Lugares cercanos más conocidos:
- Vistas Las Orquidieas, Carlos A. López.
- Balneario Cristo Rey, Ape Aime.
- Balneario La curva, 7 de Agosto.

## Comunicación
Dentro de la comunicación más utilizada en la comunidad es la Radio.
- Radio Integral 94.9MHz (Actualmente fuera de funcionamiento por falta de presupuesto).

## Instituciones Educativas
Las instituciones educativas dentro de la comunidad son:

### Escuela
- Escuela Básica N° 2.517 "Capitán Domingo Ortiz":
  - Educación Inicial:
    - Jardín de Infantes.
    - Preescolar.

  - Educación Escolar Básica:
    - Primer Ciclo: Primer Grado hasta Tercero.
    - Segundo Ciclo: Cuarto Grado hasta Sexto Grado.
    - Tercer Ciclo: Séptimo Grado Hasta Noveno Grado.

- Escuela Básica N° 2.516 "San Lorenzo":
  - Educación Inicial:
    - Jardín de Infantes.
    - Preescolar.

  - Educación Escolar Básica:
    - Primer Ciclo: Primer Grado Hasta Tercero.
    - Segundo Ciclo: Cuarto Grado Hasta Sexto Grado.

### Colegio
- Colegio Nacional San Roque González de Santa Cruz
  - Educación Escolar Básica:
    - Tercer Ciclo: Séptimo Grado Hasta Noveno Grado.

- Colegio Nacional San Roque González de Santa Cruz
  - Educación Media:
    - Primero hasta Tercero de la media.

## Economía
La Economía local está muy centrado en la Agricultura y la Ganadería. En general son pequeños emprendedores entre familiares y amigos.
Los más cultivados en la zona son:
- Soja.
- Yerba Mate.
- Maíz (Avatí Pytã, Avatí Morotĩ).

Actividades Comerciales:
- Pequeños Quioscos, despensas.
- Centro Comercial.

Actividades Industriales y/o Sin fines de Lucros:
- Yerbatera (Sector Privado).
- Cooperativa "CITRICOOP LTDA".
- Junta de Saneamiento (San Lorenzo Centro, San Lorenzo Segunda[1])